# Functional Size Measurement
Functional Size Measurement, kurz FSM, ist ein Begriff aus der Softwareentwicklung und bezeichnet die quantitative Bewertung des Funktionsumfangs von IT-Systemen. Das bekannteste Verfahren hierfür ist die Function-Point-Analyse.
FSM-Verfahren dienen in der Softwareentwicklung u. a. zur Schätzung des Aufwands und der Laufzeit von Projekten, zur Bewertung der Produktivität des Softwareentwicklungsprozesses sowie der betriebswirtschaftlichen Bewertung von IT-Systemen.
Die ISO hat die Anforderungen an ein FSM-Verfahren in ihrem Standard ISO/IEC 14143 definiert. Zurzeit gibt es fünf verschiedene Verfahren, die die Anforderungen dieses Standards erfüllen und dafür von der ISO anerkannt sind:
- IFPUG Functional size measurement method - ISO/IEC 20926:2009[2]
- COSMIC Functional size measurement method - ISO/IEC 19761:2003[3]
- MK II Function Point Analysis - ISO/IEC 20968:2002[4]
- NESMA Function Points - ISO/IEC 24570:2005[5]
- FISMA Function Points - ISO/IEC 29881:2010[6]

Die bekannteste und am weitesten verbreitete Ausprägung ist der Standard der IFPUG, der auch unter dem Begriff Function-Point-Analyse bekannt ist. Von den Daten der Projekte in der Benchmark-Datenbank der International Software Benchmarking Standards Group ISBSG (Stand 2008) entfallen etwa 80 % auf die Bewertung nach IFPUG, knapp 9 % auf FISMA, 4 % auf die Bewertung nach NESMA, 3 % auf COSMIC und 1 % auf MK II. Dabei sind IFPUG und COSMIC die beiden einzigen Verfahren von internationaler Bedeutung.